# エクスプローラー8号
エクスプローラー8号（英: Explorer 8）はアメリカ合衆国の観測衛星。1960年11月3日ケープ・カナベラルより打ち上げられた。
実験装置への影響を考慮して太陽電池は搭載されなかったため内蔵した電池のみで運用。大気の上層部にヘリウム層が存在することを確認した。
1960年12月27日にバッテリーが切れた。エクスプローラー8号は51年かけて高度を徐々に下げ、2012年3月28日に再突入した。